# АЭС Хайян
АЭС Хайян (кит. 海阳核电站) — строящаяся атомная электростанция на востоке Китая.  
Станция расположена на побережье Жёлтого моря на Шаньдунском полуострове в уезде Хайян, входящим в городской округ Яньтай провинции Шаньдун.

## История строительства

### Первая очередь
С 2019 года АЭС включает в себя два энергоблока с реакторами третьего поколения AP1000 разработки Westinghouse мощностью по 1250 МВт.
Это первая очередь проекта АЭС Хайян Китайской электроэнергетической инвестиционной корпорации (CPI) и вторая китайская АЭС с такими реакторами после АЭС Саньмэнь. Корпус реактора для первого блока АЭС Хайян был изготовлен компанией «Doosan Heavy Industries & Construction» (Южная Корея). Корпус для блока №2 был изготовлен на предприятиях китайской компании «Shanghai Electric Group» и 12 сентября 2014 года установлен в проектное положение.
С завершением строительства первой очереди АЭС Хайян её годовая генерирующая производительность достигла 17,5 млрд. кВт⋅ч, что позволило значительно оптимизировать структуру электроснабжения в провинции Шаньдун, и сократить дефицит электроэнергии.
8 августа 2018 года состоялся физический пуск реактора первого энергоблока, 29 сентября — физический пуск второго энергоблока.
17 августа 2018 года произведено подключение первого энергоблока к сети энергосистемы Китая, 13 октября — второго энергоблока.
22 октября 2018 года владелец АЭС (Государственная энергетическая инвестиционная корпорация (SPIC)) сообщил о начале коммерческой эксплуатации первого энергоблока АЭС. Однако оператору станции необходимо было ещё завершить оформление всей разрешительной документации для того чтобы энергоблок считался официально введённым в промышленную эксплуатацию.   
9 января 2019 года энергоблок 2 завершил 168-часовой цикл непрерывной работы на номинальной мощности, что, согласно принятой в Китае нормативной базе, является основанием считать этот блок принятым в коммерческую эксплуатацию.

### Вторая очередь
7 июля 2022 года началась заливка первого бетона в фундаментную плиту третьего блока объёмом 5488 кубических метров. Этим был дан старт строительству второй очереди АЭС Хайян в составе двух блоков CAP1000 — китайской версии AP1000.

### Централизованное теплоснабжение
С самого начала атомные блоки станции были спроектированы с учётом возможности отбора тепла отработанного пара для городского теплоснабжения. На выходе из турбины отработанный пар поступает в многоступенчатый теплообменник, а из него тепло подаётся на теплообменную станцию, откуда нагретая вода поступает по трубам городского отопления к потребителям. В сентябре 2020 была проведена пробная эксплуатация всей сети теплотрасс, в октябре — пробная эксплуатация с использованием пара от двух реакторов AP1000, а в ноябре — низкотемпературная пробная эксплуатация всей тепловой сети, после чего система вступила в промышленную эксплуатацию.
SPIC также объявила о начале реализации на АЭС Хайян межрегионального проекта по теплоснабжению с использованием атомной энергии на дальние расстояния мощностью 900 мВт. Общая длина труб для передачи тепла составит 120 километров. При этом площадь обогрева, как ожидается, достигнет 30 миллионов квадратных метров. Проект планируется завершить и ввести в эксплуатацию в 2023 году. После реализации всех очередей строительства станции ожидаемая площадь обогрева составит 200 миллионов квадратных метров.

## Информация об энергоблоках
| Энергоблок | Тип реакторов | Мощность | Мощность | Начало строительства | Физпуск    | Подключение к сети | Ввод в эксплуатацию | Закрытие |
| Энергоблок | Тип реакторов | Чистый   | Брутто   | Начало строительства | Физпуск    | Подключение к сети | Ввод в эксплуатацию | Закрытие |
| ---------- | ------------- | -------- | -------- | -------------------- | ---------- | ------------------ | ------------------- | -------- |
| Хайян-1    | PWR, AP1000   | 1170 МВт | 1250 МВт | 24.09.2009           | 08.08.2018 | 17.08.2018         | 22.10.2018          | —        |
| Хайян-2    | PWR, AP1000   | 1170 МВт | 1250 МВт | 20.06.2010           | 29.09.2018 | 13.10.2018         | 09.01.2019          | —        |
| Хайян-3    | PWR, CAP1000  | 1161 МВт | 1253 МВт | 07.07.2022           |            |                    |                     | —        |
| Хайян-4    | PWR, CAP1000  | 1161 МВт | 1253 МВт | 22.04.2023           |            |                    |                     | —        |